# Antonello Cuccureddu
Antonello Cuccureddu (Alguer, Provincia de Sassari, Italia, 4 de octubre de 1949) es un exfutbolista y director técnico italiano. Se desempeñaba en la posición de centrocampista.

## Selección nacional
Fue internacional con la selección de fútbol de Italia en 13 ocasiones. Debutó el 26 de octubre de 1975, en un encuentro amistoso ante la selección de Polonia que finalizó con marcador de 0-0.

### Participaciones en Copas del Mundo
| Mundial                        | Sede      | Resultado    |
| ------------------------------ | --------- | ------------ |
| Copa Mundial de Fútbol de 1978 | Argentina | Cuarto lugar |

## Clubes

### Como futbolista
| Club                | País   | Año         |
| ------------------- | ------ | ----------- |
| Sassari Torres      | Italia | 1966 - 1967 |
| Brescia Calcio      | Italia | 1967 - 1969 |
| Juventus F. C.      | Italia | 1969 - 1981 |
| A. C. F. Fiorentina | Italia | 1981 - 1984 |
| Novara Calcio       | Italia | 1984 - 1985 |

### Como entrenador
| Club                 | País           | Año         |
| -------------------- | -------------- | ----------- |
| S. S. Acireale       | Italia         | 1997 - 1998 |
| Ternana Calcio       | Italia         | 1998        |
| F. C. Crotone        | Italia         | 1999 - 2001 |
| Ittihad F. C.        | Arabia Saudita | 2002 - 2003 |
| U. S. Avellino       | Italia         | 2004 - 2005 |
| Sassari Torres       | Italia         | 2005 - 2006 |
| U. S. Grosseto       | Italia         | 2006 - 2007 |
| Perugia Calcio       | Italia         | 2007 - 2008 |
| Pescara Calcio       | Italia         | 2009 - 2010 |
| Polisportiva Alghero | Italia         | 2013        |
| U. S. Grosseto       | Italia         | 2013 - 2014 |

## Palmarés

### Como futbolista

#### Campeonatos nacionales
| Título      | Club           | País   | Año     |
| ----------- | -------------- | ------ | ------- |
| Serie A     | Juventus F. C. | Italia | 1971-72 |
| Serie A     | Juventus F. C. | Italia | 1972-73 |
| Serie A     | Juventus F. C. | Italia | 1974-75 |
| Serie A     | Juventus F. C. | Italia | 1976-77 |
| Serie A     | Juventus F. C. | Italia | 1977-78 |
| Copa Italia | Juventus F. C. | Italia | 1978-79 |
| Serie A     | Juventus F. C. | Italia | 1980-81 |

#### Copas internacionales
| Título          | Club           | País   | Año     |
| --------------- | -------------- | ------ | ------- |
| Copa de la UEFA | Juventus F. C. | Italia | 1976-77 |